# طرد نمور التاميل للمسلمين من المقاطعة الشمالية
طرد نمور التاميل للمسلمين من المقاطعة الشمالية كان عملاً من أعمال التطهير العرقي،  والذي نفذته جماعة نمور تحرير تاميل إيلام المتشددة في أكتوبر 1990. بسبب التوترات المتزايدة بين المسلمين (المور) والتاميل في شمال سريلانكا والمعارضة الإسلامية إنشاء التاميل دولة إيلام التاميلية. طرد على إثرها نمور التاميل قسرا حوالي 72.000 من السكان المسلمين من المقاطعة الشمالية.

## خلفية
في السنوات الأولى من النضال السياسي التاميلي من أجل التكافؤ اللغوي، انخرط مسلمو سريلانكا بصفتهم أشخاصًا يتحدثون التاميل في قضية التاميل وشاركوا فيها. حتى خلال السنوات الأولى من كفاح التاميل المتشدد من أجل الانفصال، انضم بعض الشباب المسلم إلى جماعات التاميل المتشددة. ومع ذلك وعلى الرغم من كونهم مجموعة تتحدث التاميل، فإن المسلمين يرون أنفسهم كعرق مختلف أو يستخدمون هويتهم الدينية باعتبارها هويتهم الأساسية. مع إنشاء مؤتمر مسلمي سريلانكا في 21 سبتمبر 1981، تم تعزيز فكرة انفصال الشعب المسلم في سريلانكا عن التاميل. نتيجة لذلك شعروا أنه إذا تم الوصول إلى هدف تاميل إيلام، فسيكونون "أقلية في دولة أقلية، وكان المجلس الأعلى للقوات المسلحة يعارض بشدة فكرة تاميل إيلام. وقد تفاقم الوضع أكثر مع إنشاء الحكومة السريلانكية الحرس الداخلي المسلم، مما أدى إلى اشتباكات عنيفة وحوادث بين الطائفتين. كانت التوترات بين التاميل والمسلمين في ذلك الحين في أعلى مستوياتها على الإطلاق.

## الطرد
تم الطرد الأول في تشافاكاتشيري لحوالي 1.500 شخص. بعد ذلك أُجبر العديد من المسلمين في كيلينوتشي ومانار على مغادرة وطنهم. جاء دور جافنا في 30 أكتوبر 1990 عندما سارت شاحنات حركة نمور تحرير تاميل إيلام في الشوارع تأمر العائلات المسلمة بالتجمع في كلية عثمانية. هناك طُلب منهم الخروج من المدينة في غضون ساعتين. تم طرد جميع السكان المسلمين من جافنا. وفقًا لإحصاء عام 1981 (آخر إحصاء رسمي) بلغ إجمالي عدد السكان المسلمين في جافنا 14.844. إجمالاً تم إجلاء أكثر من 14.400 عائلة مسلمة أي ما يقرب من 72.000 شخص قسراً من المناطق التي تسيطر عليها نمور تحرير تاميل إيلام في المقاطعة الشمالية. وهذا يشمل 38.000 شخص من مانار و20.000 من جافنا وكيلينوشي و9.000 من فافونيا و5.000 من مولايتيفو.
تم إعادة توطين معظم المسلمين في منطقة بوتالام، على الرغم من أنه يمكن العثور على لاجئي جافنا المسلمين في أجزاء أخرى من سريلانكا أيضًا.

## ما بعد الطرد
لا يزال الطرد يحمل ذكريات مريرة بين مسلمي سريلانكا. في مؤتمر صحفي عقد في كيلينوتشي في عام 2002 ظهر مفاوض نمور تحرير تاميل إيلام والخبير الاستراتيجي السياسي أنطون بالاسينغام جنبًا إلى جنب مع زعيم جبهة نمور تحرير تاميل إيلام فيلوبيلاي برابهاكاران وأوضح أنهم قد اعتذروا بالفعل للمسلمين وأن وطن التاميل ينتمي أيضًا إلى الشعب المسلم. كما أعرب بلاسينغهام عن أن طرد المسلمين من جافنا كان خطأ سياسيًا لا يمكن تبريره، وقال إن قيادة نمور تحرير تاميل إيلام مستعدة لإعادة توطينهم في المنطقة الشمالية. كان هناك تيار من المسلمين يسافر من وإلى جافنا منذ وقف إطلاق النار. عادت بعض العائلات وأصبحت الكلية العثمانية التي أعيد افتتاحها تضم الآن 450 طالبًا مسجلين و11 مسجدا يعمل من جديد. وفقًا لمصدر جافنا مسلم هناك عدد متزايد من السكان يبلغ حوالي 2.000 مسلم في جافنا. حوالي 1.500 من مسلمي جافنا بينما الباقي تجار مسلمون من مناطق أخرى. تعمل حوالي 10 متاجر إسلامية ويُعتقد أن الأعداد قد تزايدت.